# Ichthyoxenus geei
Ichthyoxenus geei là một loài chân đều trong họ Cymothoidae. Loài này được Boone miêu tả khoa học năm 1921.